# 成文 (弘治進士)
成文（1472年—1540年），字質夫，山西山陰千户所（大同府山陰縣）軍籍太原府文水縣人，明朝政治人物，弘治壬戌進士，官至遼東巡撫。

## 生平
山西鄉試第四十二名舉人。弘治十五年（1502年）中式壬戌科三甲第二十四名進士，授單縣知縣，改武邑縣，考最，升江西道監察御史。
正德年間，阿爾禿厮、亦不剌與小王子俺答汗戰敗，引所部駐甘肅塞外，當時入寇的蒙古軍，掠陷堡砦五十中就有三個。巡撫張翼、鎮守太監朱彬等反冒奏首功千九百有餘。成文出巡按察后檢舉揭發，而張翼暗中賄賂朝中人。恰逢成文彈劾僉事趙應龍，趙應龍亦誣陷成文，成文遂被逮捕，斥為民。
嘉靖中起用，元年（1522年）九月担任陝西鳳翔府知府，二年六月升陕西按察司副使、整饬固原兵备，四年四月升本司左参政，再升左布政使，八年七月入朝擔任太常寺卿、提督四夷馆，經楊一清舉薦，十月官至都察院右副都御史、巡撫遼東，十年五月因病告歸，屢征不起。十九年八月卒，賜祭葬。

## 家族
曾祖成郁；祖父成敬；父成本，母李氏。